# 大典侍御方
大典侍御方—1741年11月17日)，清閑寺權中納言熙房之女，德川幕府5代將軍德川綱吉側室，通稱北之丸殿。
她初為靈元天皇宮中女官，後經當時大奧總取締右衛門佐介紹下，於貞享年間（1684年－1688年）進入大奧成為上臈御年寄，再成為將軍側室。於5代將軍德川綱吉歿後落飾出家，院號壽光院。她並沒有為綱吉誕下子嗣，於是以其兄長清閑寺熙定之女竹姬（淨岸院）為養女。

墓所：寛永寺大慈院

法名：壽光院殿印月惠海大姊